# Barangeon
Le Barangeon est un affluent de l'Yèvre, dont le cours est situé dans le département du Cher.
Il est long de 41,5 km.
Le Barangeon a donné son nom au haricot Barangeonnier qui était cultivé dans la vallée de la rivière. En voie de disparition, ce haricot est depuis 2015 le sujet d'une action de sauvegarde.
Le Barangeon prend sa source à Méry-ès-Bois au lieu-dit Bellevue.